# Incidente dei Dakota di Croydon del 1947
L'incidente dei Dakota di Croydon del 1947 avvenne il 25 gennaio 1947 quando un Douglas C-47A Skytrain (Dakota) della Spencer Airways non riuscì a decollare dall'aeroporto di Croydon vicino a Londra e si schiantò contro un secondo C-47 della ČSA parcheggiato e vuoto, distruggendo entrambi gli aerei e uccidendo 11 passeggeri e un membro dell'equipaggio.

## L'incidente
Nevicava e l'aeroporto di Croydon era coperto da scure nuvole cariche di neve quando alle 11:40 il Dakota della Spencer Airways (VP-YFD) tentò di partire diretto a Salisbury in Rhodesia. Il C-47A si era appena alzato dalla pista di Croydon quando l'ala di dritta si abbassò, poi l'aereo virò a sinistra e anche l'ala di sinistra si inclinò. Il pilota fu visto applicare tutti gli alettoni di dritta, ma l'angolo di inclinazione aumentò a 40 gradi con l'estremità dell'ala di sinistra a pochi piedi da terra. Quando l'aereo raggiunse la pista perimetrale dell'aeroporto, si livellò e poi svoltò a destra. L'aereo rimbalzò al suolo e si schiantò frontalmente contro un altro Douglas C-47, della CSA, parcheggiato lì vicino, registrato come OK-WDB; entrambi gli aerei presero fuoco e furono successivamente distrutti dalle fiamme. Undici dei 18 passeggeri e uno dei cinque membri dell'equipaggio morirono.
Sette degli 11 sopravvissuti furono portati al Croydon General Hospital, ma solo due dovettero rimanere per ulteriori cure. Due meccanici che stavano lavorando sull'aereo della CSA fuggirono senza riportare ferite.
Il Ministero dell'Aviazione Civile istituì "un'ispezione dei Certificati di Aeronavigabilità, dei Certificati di Sicurezza e delle licenze dell'equipaggio" presso gli aeroporti sotto il loro controllo per garantire che questi documenti fossero in ordine. L'aereo non aveva un C di A, né un Certificato di Sicurezza valido, e nessun membro dell'equipaggio possedeva una licenza di navigazione né una licenza per firmare un Certificato di Sicurezza.

## L'indagine
Il 29 gennaio 1947 a Croydon fu aperta un'inchiesta del coroner sulle dodici morti. Fu stabilito che tutti i decessi, tranne tre, furono causate da asfissia da inalazione di fumo e fiamme. Uno dei passeggeri maschi morì per un grave colpo alla testa, un altro per un'emorragia cerebrale. Il pilota e proprietario dell'aereo Edward Spencer morì per avvelenamento da monossido di carbonio. Dopo un resoconto dell'ingegnere dell'aereo, l'inchiesta fu rinviata al 18 febbraio. L'inchiesta riprese con le prove del copilota e dei testimoni a terra, e la giuria emise un verdetto di incidente.
Dopo il completamento del tribunale del coroner, l'ispettore capo della squadra investigativa aprì un'inchiesta il 24 febbraio. Furono raccolte prove dai passeggeri sopravvissuti, dall'equipaggio e dagli addetti al carico dei bagagli. Il copilota spiegò che l'aereo era appena stato consegnato dagli Stati Uniti all'aeroporto di Heathrow in seguito all'acquisto da parte di Spencer. Era stato trasportato a Croydon il giorno prima dell'incidente e i serbatoi di carburante a lungo raggio erano stati rimossi e i sedili montati. La preparazione dell'aereo aveva richiesto tutto il giorno e tutta la notte e si diceva che Spencer avesse dormito solo due ore. Al mattino il motore di tribordo era affetto da una perdita di pressione, ma il copilota e l'operatore radio avevano detto prima del volo che andava bene comunque. Un altro testimone disse che le ali erano coperte di neve e che non aveva visto alcun tentativo di sbrinare l'aereo. Una dichiarazione rilasciata da un ispettore di polizia della Rhodesia Settentrionale attestava il fatto che Spencer non fumava né beveva e aveva molte ore di esperienza di volo fin dall'inizio degli anni '30. In seguito alla dichiarazione sulla mancanza di sonno di Spencer, l'avvocato che rappresentava i parenti più prossimi del capitano Spencer protestò formalmente affermando di non essere stato in grado di mettere in discussione la dichiarazione. L'inchiesta fu chiusa il 28 febbraio in seguito a prove tecniche e a una dichiarazione di un ingegnere aeronautico che aveva assistito al fatto che il motore di tribordo era in "cattivo stato" e scoppiettava e scoppiettava prima che l'aereo decollasse.

## La causa
L'incidente fu determinato dalla perdita di controllo da parte del pilota durante il tentativo di decollo di un aereo pesantemente carico in condizioni di scarsa visibilità attribuito a "un errore di tecnica di volo da parte di un pilota che non aveva esperienza con il Dakota". Altri fattori potrebbero essere stati la neve e il ghiaccio sulle ali e la stanchezza del pilota.